# جزر الملكة إليزابيث

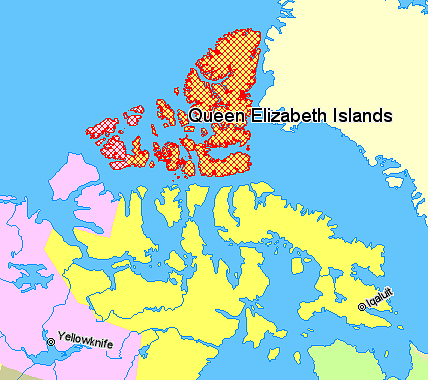
جزر كوين إليزابيث (Queen Elizabeth)، كندا الشمالية.
Nunavut
Northwest Territories
Quebec
Greenland

جزر كوين إليزابيث ((بالفرنسية: Îles de la Reine-Élisabeth)‏، التي كان يطلق عليها في الماضي اسم جزر باري (Parry) أو أرخبيل باري) هي سلسلة الجزر الموجودة في أقصى شمال أرخبيل القطب الشمالي الكندي، والمقسم بين نونافوت والأقاليم الشمالية الغربية في شمال كندا.

## الجغرافيا
وقد تمت تسمية الجزر معًا، 419,061 كـم2 (161,800 ميل2) كمساحة إجمالية، على اسم إليزابيث الثانية عند تتويجها ملكة لكندا في عام 1953. ومعظم هذه الجزر غير مأهولة بالسكان، إلا أن الصناعة الرئيسية السائدة بها هي الحفر لاستخراج النفط.[بحاجة لمصدر]
جزر كوين إليزابيث، التي كان أول من شاهدها هم الأوروبيون في عام 1616، لم يكن قد تم استكشافها ووضعها على الخريطة بشكل كامل حتى بعثات استكشاف الممر الشمالي الغربي البريطانية وعمليات استكشاف النرويجيين فيما بعد في القرن التاسع عشر.
وهذه الجزر كانت تعرف باسم أرخبيل باري على مدار ما يزيد عن 130 عامًا. وقد تم تسميتها في البداية باسم المستكشف القطبي السير ويليام باري، الذي أبحر إلى هناك في عام 1820، على متن السفينة هيلكا. ومنذ تغيير اسم الأرخبيل في عام 1953، استمر المصطلح جزر باري في الاستخدام للجزء الجنوبي الغربي منها (باستثناء جزيرة إيلسمير (Ellesmere) وجزر سفيردروب (Sverdrup)). وبالتالي فإن التقسيم الإقليمي للأرخبيل يأتي كما يلي::
- جزيرة إيلسمير
- جزر سفيردروب
- جزر باري

تقع جزيرة إيلسمير في أقصى الشمال، وهي الأكبر إلى حد كبير. وتقع جزر سفيردروب إلى الغرب من جزيرة إيلسمير وإلى الشمال من الخليج النرويجي. وتوجد الجزر المتبقية إلى الجنوب والغرب من ذلك، إلا أن شمال لانكاستر ساوند وفيسكاونت ميلفيل ساوند وماك كلور ستريت كانت تحمل اسم جزر باري، هذا الاسم الذي اشتمل حتى عام 1953 على جزر سفيردروب وجزيرة إيلسمير. أما جنوب لانكاستر ساوند وفيسكاونت ميلفيل ساوند وماك كلور ستريت فهي الجزر المتبقية من الأرخبيل القطبي الكندي.

### أكبر الجزر
والعديد من الجزر تأتي ضمن أكبر الجزر في العالم، حيث إن أكبرها هي جزيرة إيلسمير. وتشتمل الجزر الكبرى الأخرى على جزيرة أموند رينيه (Amund Ringnes) وجزيرة أكسل هايبرغ وجزيرة باثورست وجزيرة بوردين (Borden) وجزيرة كورنوال وجزيرة كونواليس وجزيرة ديفون (Devon) وجزيرة إلينجتون (Eglinton) وجزيرة إيليف رينيه (Ellef Ringnes) وجزيرة ماكينزي كينج (Mackenzie King) وجزيرة ميليفيل وجزيرة برنس باتريك (Prince Patrick).

### الجزر الأصغر
وتشتمل قائمة الجزر الأصغر حجمًا لكنها بارزة على ما يلي: جزيرة بيتشي (Beechey) ()، والتي تحتوي على قبور بيتي أوفيسر (Petty Officer) وجون تورينجتون (John Torrington)، والجندي في البحرية الملكية ويليام براين (William Braine) وآبل سيمان جون هارتنيل (John Hartnell)، وهو ثلاثة أعضاء في طاقم السفينة جون فرانكلين (John Franklin)، وجزيرة هانز (Hans) ()، وهي عبارة عن ربوة قاحلة غير مأهولة بالسكان مساحتها 1.3 كـم2 (0.50 ميل2) وتخضع ملكيتها للنزاع بين كندا والدانمارك، وجزر شييان (Cheyne) ()، وثلاث جزر صغيرة (بإجمالي مساحة 0.73 كـم2 (0.28 ميل2)) وهي منطقة الطيور الهامة (#NU049) وموقع الموئل البري الرئيسي للطيور المهاجرة (موقع الأمم المتحدة رقم 5) وجزيرة سكيرايلينج (Skraeling Island) () وهي عبارة عن موقع أثري هام حيث تم العثور على أدوات إنيوت (Inuit) (دورسيت، ثيول) ونورس. وهي تتكون من الصخور السيلورية وصخور الفحم المغطاة بالتندرة.

### السكان
من خلال عدد سكان أقل من 400 نسمة، تعتبر هذه الجزر غير مأهولة تقريبًا. وهناك ثلاثة أماكن مأهولة بشكل دائم في الجزر. والمحليتان هما قرى ريزوليوت (عدد السكان 229 حسب إحصاء عام 2006)، في جزيرة كورنواليس، وجريس فيورد (عدد السكان 141 حسب إحصاء عام 2006، في جزيرة إيلسمير. آليرت والتي عدد سكانها 5 حسب إحصاء عام 2006 عبارة عن Environment Canada مركز للطقس، وهو عبارة عن معمل مراقبة مراقب الأرصاد البيئية العالمي (GAW) الأرصاد الجوية في جزيرة إيلسمير، وهي تحتوي على عدد من السكان المؤقتين بسبب CFS آليرت الموجودة في نفس الموقع. وعدد السكان في إيوريكا، وهي عبارة عن قاعدة بحيثة صغيرة، صفر، إلا أنه يوجد بها 8 أفراد من فريق العمل على أساس دوري مستمر.
وتكون كامب هازين (Camp Hazen) في جزيرة إيلسمير، ومحطة أبحاث ماك جيل القطبية (McGill Arctic Research Station) في جزيرة أكسيل هايدبيرج ومركز أبحاث فلاش لاين مارس القطبي (Flashline Mars Arctic Research Station) في جزيرة ديفون هي فقط الأماكن التي تكون مأهولة بشكل موسمي.
والمحطات التي كانت مزودة بالأشخاص من قبل هي خليج مولد (Mould Bay) في جزيرة برنس باتريك وإيزاشسين (Isachsen) في جزيرة إيليف رينيه وفورت كونجر (Fort Conger) في جزيرة إيلسمير.
والمستوطنات المهجورة هي ميناء دونداس (Dundas Harbour) في جزيرة ديفون وميناء كريج (Craig Harbour) في جزيرة إيلسمير .

## الإدارة
حتى عام 1999، كانت جزر كوين إليزابيث جزءًا من منطقة بافين بالأقاليم الشمالية الغربية.
مع إنشاء نونافوت في عام 1999، أصبحت كل الجزر وأجزاء الجزر الموجودة في الأرخبيل إلى الشرق من غرب 110 ميريديان (110th meridian west) جزءًا من منطقة كويكيكتالوك (Qikiqtaaluk) في المنطقة الجديدة، والتي كانت الجزء الأكبر من الأرخبيل. وأصبحت باقي الجزر وأجزاء الجزر مع المناطق الشمالية الغربية التي تم تقليلها الآن. وقد تم تقسيم جزيرة بوردين وجزيرة ماكينزي كينج وجزيرة ميلفيل بين المنطقتين.
تعد جزيرة برنس باتريك وجزيرة إلينجتون وجزيرة إيميرالد هي الجزر الهامة الوحيدة التي تعتبر الآن جزءًا من المناطق الشمالية الغربية.
وفيما يتعلق بالإدارة، وتحت مستوى المنطقة، يوجد مستوى المحليات. وفي هذا المستوى، توجد محليتان فقط، وهما ريزليوت، وجريس فيورد، حيث تبلغ مساحتهما الإجمالية 450 كـم2 (170 ميل2) (0.11 في المائة من مساحة جزر كوين إليزابيث)، لكنهما تحتويان على معظم السكان الذين يقطنون الأرخبيل (370 نسمة من بين 375 نسمة). أما النسبة المتبقية والتي تصل إلى 99.09 فهي في منطقة غير مدمجة، حيث يصل عدد السكان فيها حسب إحصاء عام 2006 إلى خمس نسمات، وكلهم موجودون في آليرت.

## نظرة عامة على الجزر
حسب أطلس كندا، توجد 34 جزيرة كبيرة و2,092 جزيرة صغيرة في الأرخبيل. وباستثناء جزيرة إيلسمير، فإنها تقع في مجموعتين، جزر سفيردروب وجزر باري:
| الجزيرة                                  | المجموعة الفرعية | المنطقة | الذروة                   | الارتفاع بالمتر | الارتفاع بالقدم | المساحة كيلومتر مربع | المساحة ميل مربع | التصنيف كندا | التصنيفk العام | الإحداثيات |
| ---------------------------------------- | ---------------- | ------- | ------------------------ | --------------- | --------------- | -------------------- | ---------------- | ------------ | -------------- | ---------- |
| ألكساندر                                 | باري             | NU      | ارتفاع متوسط             | 60–180          | 200–590         | 484                  | 187              | 66           |                |            |
| أموند رينيه                              | سفيردروب         | NU      | قمة جبل                  | 265             | 869             | 5,255                | 2,029            | 25           | 111            |            |
| أكسل هايبرغ                              | سفيردروب         | NU      | تشرف على الذروة          | 2,210           | 7,250           | 43,178               | 16,671           | 7            | 32             |            |
| جزيرة بايلي هاميلتون (Baillie-Hamilton)  | باري             | NU      |                          | 200             | 660             | 290                  | 110              | 91           |                |            |
| باثورست                                  | باري             | NU      | جبل ستوكس (Stokes)       | 412             | 1,352           | 16,042               | 6,194            | 13           | 54             |            |
| بوردين                                   | باري             | NU/NT   |                          | 150             | 490             | 2,794                | 1,079            | 30           | 170            |            |
| بروك                                     | باري             | NT      |                          | 67              | 220             | 764                  | 295              | 58           | 383            |            |
| جزيرة باكينجهام (Buckingham)             | باري             | NU      | جبل ويندسور (Windsor)    | 150             | 490             | 137                  | 53               | 137          |                |            |
| بيام مارتين                              | باري             | NU      |                          | 153             | 502             | 1,150                | 440              | 42           | 294            |            |
| كاميرون                                  | باري             | NU      | جبل ويلموت (Wilmot)      |                 |                 | 1,059                | 409              | 46           | 312            |            |
| جزيرة كوبيرج (Coburg)                    | باري             | NU      |                          | 800             | 2,600           | 411                  | 159              | 83           |                |            |
| كورنوال                                  | سفيردروب         | NU      | قمة ماك ليود (McLeod)    | 400             | 1,300           | 2,358                | 910              | 31           | 184            |            |
| كورنواليس                                | باري             | NU      |                          | 343             | 1,125           | 6,995                | 2,701            | 21           | 96             |            |
| ديفون                                    | باري             | NU      | قمة ديفون الجليدية       | 1,920           | 6,300           | 55,247               | 21,331           | 6            | 27             |            |
| إلينجتون                                 | باري             | NT      |                          | 200             | 660             | 1,541                | 595              | 36           | 249            |            |
| إيليف رينيه                              | سفيردروب         | NU      | قبة إيزاشسين             | 260             | 850             | 11,295               | 4,361            | 16           | 69             |            |
| إيلسمير                                  |                  | NU      | قمة باربيو (Barbeau)     | 2,616           | 8,583           | 196,236              | 75,767           | 3            | 10             |            |
| جزيرة إيميرالد                           | باري             | NT      |                          | 150             | 490             | 549                  | 212              | 63           | 466            |            |
| جراهام                                   | سفيردروب         | NU      |                          | 175             | 574             | 1,378                | 532              | 38           | 265            |            |
| جزيرة جريفيث                             | باري             | NU      |                          |                 |                 | 189                  | 73               | 110          |                |            |
| جزيرة هيلينا                             | باري             | NU      | متوسط في التلال الجنوبية | 220             | 720             | 327                  | 126              | 85           |                |            |
| جزيرة هوفد (Hoved)                       | باري             | NU      |                          |                 |                 | 158                  | 61               | 125          |                |            |
| إيلي فانيير (Île Vanier)                 | باري             | NU      |                          | 200             | 660             | 1,126                | 435              | 44           | 298            |            |
| كينج كريستيان                            | سفيردروب         | NU      | جبل كينج كريستيان        | 165             | 541             | 645                  | 249              | 60           | 420            |            |
| جزيرة ليتل كورنواليس (Little Cornwallis) | باري             | NU      |                          |                 |                 | 412                  | 159              | 75           |                |            |
| لوجهيد                                   | باري             | NU      |                          | 60–110          | 200–360         | 1,308                | 505              | 41           | 273            |            |
| جزيرة لوثير (Lowther)                    | باري             | NU      | الشاطئ المرتفع           | 106.5           | 349             | 145                  | 56               | 133          |                |            |
| ماكينزي كينج                             | باري             | NU/NT   | قلعة بوت (Castel Butte)  | 300             | 980             | 5,048                | 1,949            | 26           | 115            |            |
| ماسي                                     | باري             | NU      |                          | 210             | 690             | 432                  | 167              | 71           |                |            |
| ميجين                                    | سفيردروب         | NU      |                          | 260             | 850             | 955                  | 369              | 50           | 337            |            |
| ميلفيل                                   | باري             | NU/NT   |                          | 776             | 2,546           | 42,149               | 16,274           | 8            | 33             |            |
| نورث كينت                                | باري             | NU      |                          | 600             | 2,000           | 590                  | 230              | 62           | 453            |            |
| برنس باتريك                              | باري             | NT      |                          | 279             | 915             | 15,848               | 6,119            | 14           | 55             |            |
| جزيرة ستور (Stor)                        | سفيردروب         | NU      |                          | 500             | 1,600           | 313                  | 121              | 87           |                |            |
| الجزر المتبقية التي عددها 2,092 جزيرة    |                  | NU/NT   |                          |                 |                 | 2,321                | 896              |              | ...            | ...        |
| كوين إليزابيث                            |                  | NU/NT   | قمة باربيو               | 2,616           | 8,583           | 419,061              | 161,800          | ...          | ...            |            |

## وصلات خارجية
- Bathurst Island نسخة محفوظة 23 ديسمبر 2010 على موقع واي باك مشين. at oceandots.com
- Cornwall Island at oceandots.com
- Meighen Island نسخة محفوظة 23 ديسمبر 2010 على موقع واي باك مشين. at oceandots.com
- Prince Patrick Island نسخة محفوظة 23 ديسمبر 2010 على موقع واي باك مشين. at oceandots.com
- تصوير جديد ودقيق للجزء الجنوبي من أمريكا، الذي يشمل: البرازيل، ومنطقة البحر الكاريبي، ومملكة غيانا الجديدة، وكاستيليا ديل أورو، وجزر الأنتيل، وبيرو: وتحت مدار الجدي، تشيلي، وريو دي لا بلاتا، وباتاغونيا، ومضيق ماجيلان.

‌